# Tour della nazionale maschile di rugby a 15 della Francia 2017

## Risultati
| Arbitro: | Glen Jackson |

|                                                 |      |                        |
| Kriel 30’ tecnica 59’ Cronjé 60’ Serfontein 67’ | mt   | 34’ Chavancy 54’ Serin |
| Coetzee 30’ Jantjies 59’, 60’, 67’              | tr   | 34’, 54’ Plisson       |
| Jantjies 10’, 14’, 39’                          | c.p. |                        |

| Arbitro: | Ben O'Keeffe |

|                                                       |      |                           |
| Serfontein 20’ Kolisi 27’ Oosthuizen 68’ Jantjies 79’ | mt   | 3’ Spedding 71’ D. Penaud |
| Jantjies 20’, 27’, 68’, 79’                           | tr   | 3’ Serin                  |
| Jantjies 6’, 31’, 39’                                 | c.p. | 64’ Trinh-Duc             |

| Arbitro: | Angus Gardner |

|                                          |      |                              |
| Kriel 7’ Etzebeth 42’ Marx 62’ Paige 75’ | mt   |                              |
| Jantjies 7’, 62’, 75’                    | tr   |                              |
| Jantjies 23’, 38’                        | c.p. | 12’, 16’, 40+2’, 58’ Plisson |